# Aloysius Amwano
Aloysius Arabao Iyomogo Edrick Amwano (ur. 21 czerwca 1955) – nauruański polityk.
Aloysius Amwano zasiadał w parlamencie Nauru od 1997 do 2003. W wyborach na Nauru w 2008 roku ponownie został wybrany do parlamentu w którym zasiadał do 2013 roku. W wyniku tych wyborów, znalazł się poza izbą. Reprezentował okręg wyborczy Ubenide.
W dniu 30 czerwca 2010 roku został wybrany przewodniczącym Parlamentu Nauru i żądał aby Marcus Stephen zrezygnował ze stanowiska prezydenta. 7 lipca został zwolniony ze stanowiska spikera, a dwa dni później, jego stanowisko objął wiceprzewodniczący izby Landon Deireragea.